# Cura del siero di latte

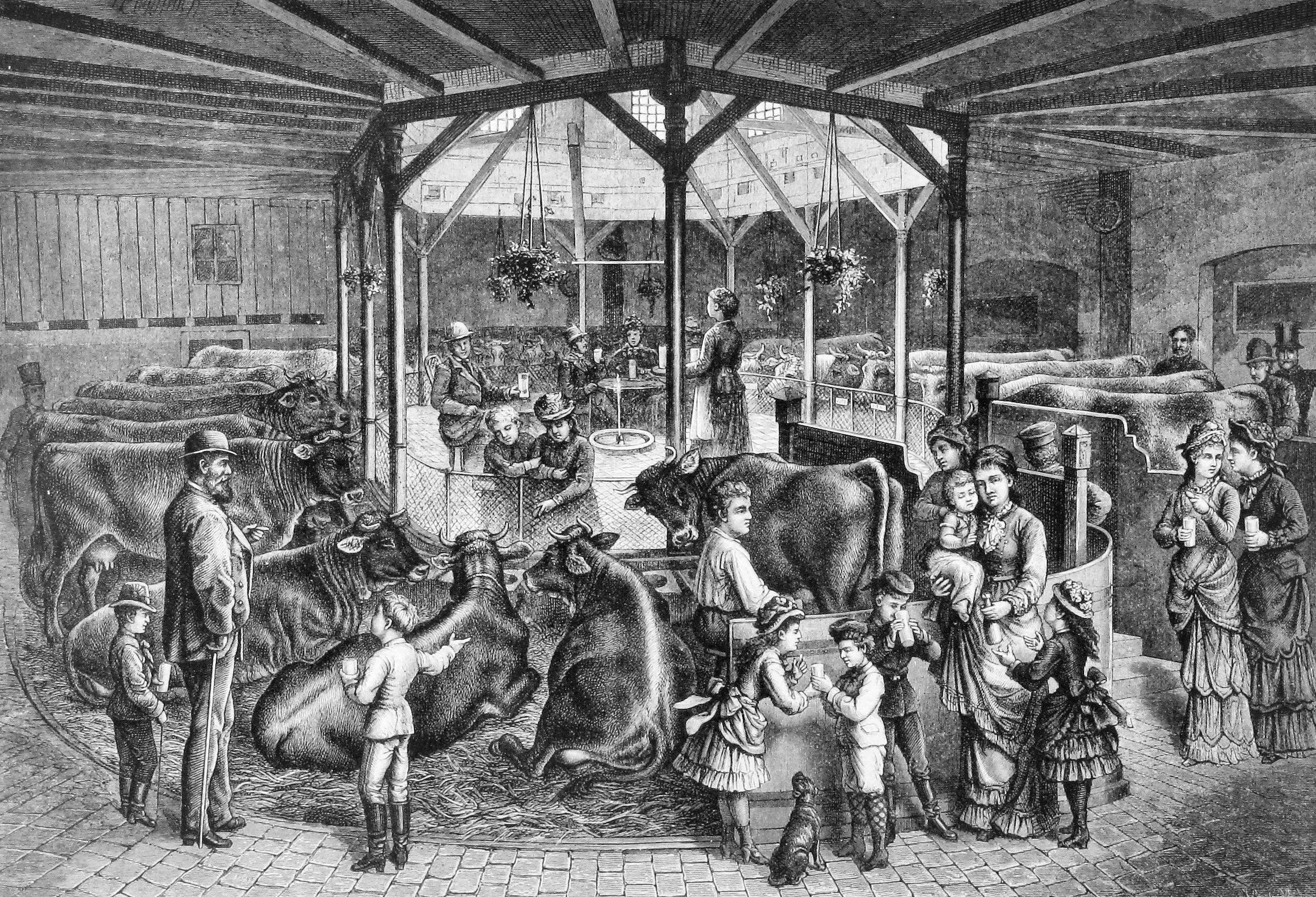
Centro di cura del siero di latte a Dresda

La cura del siero di latte è un tipo di medicina alternativa basata sull'assunzione di siero di latte, divenuta molto popolare nel XVIII e XIX secolo. Già a inizio 1900 venne considerata inefficace e cadde in disuso.

## Principi
Già nell'antichità venivano evidenziati gli effetti purgativi e salutari del siero di latte. Il siero caprino prodotto in montagna era considerato particolarmente curativo in virtù delle erbe alpine presenti nel foraggio delle capre. Nel XVIII-XIX secolo il siero era consigliato per il trattamento di svariati dolori e malattie ed era ritenuto un rimedio soprattutto contro gli effetti collaterali della vita malsana e sedentaria nelle città. Secondo la medicina dell'epoca, l'assunzione del siero di latte contribuiva a ridurre il materiale azotato presente nel corpo. Prima che venissero introdotte le cure d'alta quota, a Gais era impiegato anche in casi di malattie polmonari e di tubercolosi. Vissuta come evento mondano, la cura durava da due a quattro settimane, durante le quali il consumo di siero si alternava alle passeggiate all'aria aperta.

## Storia

Cartolina promozionale del XIX secolo per la cura del siero a Unterschächen

Dalla prima metà del XVIII alla fine del XIX secolo, la cura del siero fece parte dell'offerta turistica delle zone alpine e prealpine basate sull'allevamento dell'Appenzello (ad esempio Gais dal 1749) e dei Grigioni (ad esempio Seewis im Prättigau dal 1730). Nel contesto della cultura illuminista della socialità e della balneoterapia, la cura del siero veniva combinata con le concezioni dietetiche dell'epoca, con la medicina naturale e con l'impiego di erbe medicinali. Ulteriori stabilimenti di cura sorsero all'inizio del XIX secolo anche nell'Oberland bernese, ad esempio nel 1803 a Interlaken, Wengen e Grindelwald, e nel Giura, ad esempio nel 1829 a Weissenstein.
Nel 1890 esistevano in Svizzera ancora una trentina di stazioni che praticavano la cura del siero, ma già attorno al 1900 fu considerata inefficace. Dopo la seconda guerra mondiale venne reintrodotta in località come Heiden, dove all'inizio del XXI secolo faceva parte dei programmi dietetici e di benessere.